# Hearts Adrift
Hearts Adrift er en amerikansk stumfilm fra 1914 af Edwin S. Porter.

## Medvirkende
- Mary Pickford som Nina
- Harold Lockwood som Jack Graham